# Sylvia Lance
Pour les articles homonymes, voir Lance et Harper.
Sylvia Lance (née 1er octobre 1895 - décédée le 21 octobre 1982) est une joueuse de tennis australienne de l'entre-deux-guerres. Elle est aussi connue sous son nom de femme mariée, Sylvia Lance Harper.
En 1924, elle s'est imposée en simple aux Internationaux d'Australie, atteignant la finale à deux autres occasions, en 1927 et 1930.
Sylvia Lance a gagné trois fois consécutivement en double dames (1923-1925), dont les deux dernières aux côtés de Daphne Akhurst.

## Palmarès (partiel)

### Titre en simple dames
| No | Date       | Nom et lieu du tournoi               | Catégorie | Surface      | Finaliste | Score         |          |
| -- | ---------- | ------------------------------------ | --------- | ------------ | --------- | ------------- | -------- |
| 1  | 18/01/1924 | Championnat d'Australasie, Melbourne | G. Chelem | Gazon (ext.) | Esna Boyd | 6-3, 3-6, 6-4 | Parcours |

### Finales en simple dames
| No | Date       | Nom et lieu du tournoi             | Catégorie | Surface      | Vainqueure     | Score          |          |
| -- | ---------- | ---------------------------------- | --------- | ------------ | -------------- | -------------- | -------- |
| 1  | 22/01/1927 | Championnat d'Australie, Melbourne | G. Chelem | Gazon (ext.) | Esna Boyd      | 5-7, 6-1, 6-2  | Parcours |
| 2  | 18/01/1930 | Championnat d'Australie, Melbourne | G. Chelem | Gazon (ext.) | Daphne Akhurst | 10-8, 2-6, 7-5 | Parcours |

### Titres en double dames
| No | Date       | Nom et lieu du tournoi              | Catégorie | Surface      | Partenaire     | Finalistes                              | Score    |          |
| -- | ---------- | ----------------------------------- | --------- | ------------ | -------------- | --------------------------------------- | -------- | -------- |
| 1  | 11/08/1923 | Championnat d'Australasie Brisbane  | G. Chelem | Gazon (ext.) | Esna Boyd      | Margaret Molesworth Beryl H. Turner     | 6-1, 6-4 | Parcours |
| 2  | 18/01/1924 | Championnat d'Australasie Melbourne | G. Chelem | Gazon (ext.) | Daphne Akhurst | Kathleen Le Messurier Meryl O'Hara Wood | 7-5, 6-2 | Parcours |
| 3  | 24/01/1925 | Championnat d'Australasie Sydney    | G. Chelem | Gazon (ext.) | Daphne Akhurst | Esna Boyd Kathleen Le Messurier         | 6-4, 6-3 | Parcours |

### Finales en double dames
| No | Date       | Nom et lieu du tournoi            | Catégorie | Surface      | Vainqueures                              | Partenaire            | Score         |          |
| -- | ---------- | --------------------------------- | --------- | ------------ | ---------------------------------------- | --------------------- | ------------- | -------- |
| 1  | 22/01/1927 | Championnat d'Australie Melbourne | G. Chelem | Gazon (ext.) | Louise Bickerton Meryl O'Hara Wood       | Esna Boyd             | 6-3, 6-3      | Parcours |
| 2  | 19/01/1929 | Championnat d'Australie Adélaïde  | G. Chelem | Gazon (ext.) | Daphne Akhurst Louise Bickerton          | Meryl O'Hara Wood     | 6-2, 3-6, 6-2 | Parcours |
| 3  | 18/01/1930 | Championnat d'Australie Melbourne | G. Chelem | Gazon (ext.) | Emily Hood Westacott Margaret Molesworth | Marjorie Cox Crawford | 6-3, 0-6, 7-5 | Parcours |

### Titre en double mixte
| No | Date       | Nom et lieu du tournoi             | Catégorie | Surface      | Partenaire  | Finalistes                        | Score         |          |
| -- | ---------- | ---------------------------------- | --------- | ------------ | ----------- | --------------------------------- | ------------- | -------- |
| 1  | 11/08/1923 | Championnat d'Australasie Brisbane | G. Chelem | Gazon (ext.) | Horace Rice | Margaret Molesworth Bert St. John | 2-6, 6-4, 6-4 | Parcours |

### Finale en double mixte
| No | Date       | Nom et lieu du tournoi           | Catégorie | Surface      | Vainqueures                   | Partenaire          | Score    |          |
| -- | ---------- | -------------------------------- | --------- | ------------ | ----------------------------- | ------------------- | -------- | -------- |
| 1  | 24/01/1925 | Championnat d'Australasie Sydney | G. Chelem | Gazon (ext.) | Daphne Akhurst Aubrey Willard | Richard Schlesinger | 6-4, 6-4 | Parcours |

## Parcours en Grand Chelem (partiel)
Si l’expression « Grand Chelem » désigne classiquement les quatre tournois les plus importants de l’histoire du tennis, elle n'est utilisée pour la première fois qu'en 1933, et n'acquiert la plénitude de son sens que peu à peu à partir des années 1950.

### En simple dames
| Année | Championnat d'Australasie Championnat d'Australie | Championnat d'Australasie Championnat d'Australie | Championnat de France Internationaux de France | Championnat de France Internationaux de France | Wimbledon | Wimbledon | US National | US National |
| 1922  | 1/2 finale                                        | Esna Boyd                                         | -                                              | -                                              | -         | -         | -           | -           |
| 1923  | 1/2 finale                                        | M. Molesworth                                     | -                                              | -                                              | -         | -         | -           | -           |
| 1924  | Victoire                                          | Esna Boyd                                         | -                                              | -                                              | -         | -         | -           | -           |
| 1925  | 1/2 finale                                        | Esna Boyd                                         | -                                              | -                                              | -         | -         | -           | -           |
| 1926  | 1/2 finale                                        | Esna Boyd                                         | -                                              | -                                              | -         | -         | -           | -           |
| 1927  | Finale                                            | Esna Boyd                                         | -                                              | -                                              | -         | -         | -           | -           |
| 1928  | 2e tour (1/8)                                     | K. Le Mesurier                                    | -                                              | -                                              | -         | -         | -           | -           |
| 1929  | 1/2 finale                                        | Daphne Akhurst                                    | -                                              | -                                              | -         | -         | -           | -           |
| 1930  | Finale                                            | Daphne Akhurst                                    | -                                              | -                                              | -         | -         | -           | -           |
| 1931  | 1/2 finale                                        | Coral Buttsworth                                  | -                                              | -                                              | -         | -         | -           | -           |

À droite du résultat, l’ultime adversaire.

### En double dames
| Année | Championnat d'Australasie Championnat d'Australie | Championnat d'Australasie Championnat d'Australie | Championnat de France Internationaux de France | Championnat de France Internationaux de France | Wimbledon | Wimbledon | US National | US National |
| 1922  | 1/2 finale Irene Cozens                           | Gwen Utz Floris St.                               | -                                              | -                                              | -         | -         | -           | -           |
| 1923  | Victoire Esna Boyd                                | M. Molesworth Beryl H.                            | -                                              | -                                              | -         | -         | -           | -           |
| 1924  | Victoire D. Akhurst                               | K. Le Mesurier Meryl O'Hara                       | -                                              | -                                              | -         | -         | -           | -           |
| 1925  | Victoire D. Akhurst                               | Esna Boyd K. Le Mesurier                          | -                                              | -                                              | -         | -         | -           | -           |
| 1926  | 1/2 finale R. Richardson                          | Esna Boyd Meryl O'Hara                            | -                                              | -                                              | -         | -         | -           | -           |
| 1927  | Finale Esna Boyd                                  | L. Bickerton Meryl O'Hara                         | -                                              | -                                              | -         | -         | -           | -           |
| 1928  | 1/2 finale Marjorie Cox                           | D. Akhurst Esna Boyd                              | -                                              | -                                              | -         | -         | -           | -           |
| 1929  | Finale Meryl O'Hara                               | D. Akhurst L. Bickerton                           | -                                              | -                                              | -         | -         | -           | -           |
| 1930  | Finale Marjorie Cox                               | Emily Hood M. Molesworth                          | -                                              | -                                              | -         | -         | -           | -           |
| 1931  | 1/2 finale Marjorie Cox                           | Nell Lloyd Lorna Utz                              | -                                              | -                                              | -         | -         | -           | -           |
| 1934  | 1/4 de finale D. Bellamy                          | Joan Hartigan U. Valkenburg                       | -                                              | -                                              | -         | -         | -           | -           |
| 1935  | 1/4 de finale D. Bellamy                          | L. Bickerton Nell Hall                            | -                                              | -                                              | -         | -         | -           | -           |
| 1937  | 1/4 de finale K. Woodward                         | May Blick Joan Hartigan                           | -                                              | -                                              | -         | -         | -           | -           |

Sous le résultat, la partenaire ; à droite, l’ultime équipe adverse.

### En double mixte
| Année | Championnat d'Australasie Championnat d'Australie | Championnat d'Australasie Championnat d'Australie | Championnat de France Internationaux de France | Championnat de France Internationaux de France | Wimbledon | Wimbledon | US National | US National |
| 1923  | Victoire Horace Rice                              | M. Molesworth Bert St. John                       | -                                              | -                                              | -         | -         | -           | -           |
| 1924  | 1/2 finale Ian McInnes                            | Esna Boyd Gar Hone                                | -                                              | -                                              | -         | -         | -           | -           |
| 1925  | Finale Schlesinger                                | D. Akhurst A. Willard                             | -                                              | -                                              | -         | -         | -           | -           |
| 1926  | 1/2 finale Gar Hone                               | Esna Boyd John Hawkes                             | -                                              | -                                              | -         | -         | -           | -           |
| 1927  | 1/2 finale R. Wertheim                            | Esna Boyd John Hawkes                             | -                                              | -                                              | -         | -         | -           | -           |
| 1928  | 1/2 finale J. Brugnon                             | D. Akhurst Jean Borotra                           | -                                              | -                                              | -         | -         | -           | -           |
| 1929  | 1/4 de finale Ian Collins                         | Meryl O'Hara Pat O'Hara                           | -                                              | -                                              | -         | -         | -           | -           |
| 1930  | 1/4 de finale John Hawkes                         | Nell Hall Harry Hopman                            | -                                              | -                                              | -         | -         | -           | -           |
| 1931  | 1/4 de finale Edgar Moon                          | Emily Hood A. Willard                             | -                                              | -                                              | -         | -         | -           | -           |
| 1934  | 2e tour (1/8) Gar Hone                            | Truda Cox D. Thompson                             | -                                              | -                                              | -         | -         | -           | -           |
| 1935  | 2e tour (1/8) G. De Stefani                       | S. Whittaker Edgar Moon                           | -                                              | -                                              | -         | -         | -           | -           |

Sous le résultat, le partenaire ; à droite, l’ultime équipe adverse.